# Carlos Castro
Carlos Castro Mora (ur. 10 września 1978 w Alajueli) – piłkarz kostarykański grający na pozycji lewego pomocnika lub obrońcy.

## Kariera klubowa
Karierę piłkarską Castro rozpoczął w klubie LD Alajuelense, w barwach którego zadebiutował w 1998 roku w pierwszej lidze Kostaryki. Po paru latach gry stał się podstawowym zawodnikiem tego klubu. W 2000 roku po raz pierwszy w karierze został mistrzem Kostaryki, a sukces ten powtórzył jeszcze w kolejnych trzech latach, łącznie z Alajuelense czterokrotnie wygrywając tytuł mistrzowski w kraju. Sukcesy wraz z partnerami odnosił także na arenie międzynarodowej. W 2002 roku sięgnął po drugi Copa Interclubes UNCAF. W 2003 roku Carlos wyjechał do Rosji. Przez półtora roku rozegrał dla Rubinu Kazań tylko 4 mecze w Premier Lidze i powrócił do Alajuelense. W 2005 roku drugi raz wygrał Copa Interclubes UNCAF oraz piąty raz tamtejszą ligę. W 2007 roku wrócił do Europy i przeszedł do norweskiego FK Haugesund. Przez jeden sezon grał w drugiej lidze. W 2008 roku znów zaczął występować w swoim pierwotnym klubie z Alajueli.
1 maja 2014 ogłosił zakończenie kariery.

## Kariera reprezentacyjna
W reprezentacji Kostaryki Castro zadebiutował 21 czerwca 2000 roku w przegranym 0:1 towarzyskim meczu z Paragwajem. Wcześniej w 1997 roku wziął udział z kadrą U-20 w młodzieżowych Mistrzostwach Świata w Malezji. W 2002 roku został powołany przez Alexandre Guimarãesa do kadry na Mistrzostwa Świata 2002. Tam był podstawowym zawodnikiem kostarykańskiego zespołu i wystąpił we wszystkich trzech grupowych meczach: wygranym 2:0 z Chinami, zremisowanym 1:1 z Turcją i przegranym 2:5 z Brazylią. Jeden raz brał udział w turnieju o Złoty Puchar CONCACAF.